# Rudolf Frederiksen
Rudolf Frederiksen, född 4 december 1897 i Slagelse, Danmark, död 7 maj 1970, var en dansk filmfotograf.

## Filmfoto i urval
- 1938 – Bør Børson jr.
- 1938 – Djungeldansen
- 1940 – Vildmarkens sång
- 1942 – Urspårad
- 1947 – Jag älskar dig, Karlsson!
- 1950 – Café Paradis
- 1953 – Käcka krabater
- 1953 – Far till fyra